# Osječka televizija
Osječka televizija (OSTV) je gradska televizija grada Osijeka. S emitiranjem je započela 10. rujna 2007. godine. Trenutno je u njoj zaposleno 20-ak djelatnika.

## Pokrivenost signalom
Signalom s odašiljača Belje i Borinci unutar multipleksa M2 na 44. kanalu UHF-a, Osječka televizija se može pratiti na cijelom području digitalne regije D1 koji obuhvaća dio Osječko-baranjske županije, Vukovarsko-srijemske i dio Brodsko-posavske županije.
Osječka televizija započela je s emitiranjem programa 10. rujna 2007. godine na 65. kanalu UHF-a. 25 djelatnika televizije proizvodi 16 vlastitih emisija, dok je ostatak programa iz razmjene s drugim lokalnim televizijama u Hrvatskoj.
Televizija od 25. svibnja 2010. signalom pokriva područje digitalne regije D1, odnosno županije Osječko-baranjsku, Vukovarsko-srijemsku, te dio Brodsko-posavske županije, s oko 600.000 potencijalnih gledatelja.
Program televizije može se pratiti preko Iskon.TV-a, B.net-a, i OptiTV-a.
Prema najnovijim istraživanjima gledanosti agencije AGB Nielsen, Osječka televizija je najgledanija lokalna televizija u Slavoniji i Baranji.[nedostaje izvor]
Smatra se da je Osječka TV pod utjecajem liberalne struje HDZ-a.